# ليون هوارد
ليون هوارد (بالإنجليزية: Leon Howard)‏ هو سياسي أمريكي، ولد في 1955. حزبياً، نشط في الحزب الديمقراطي. وقد انتخب عضو مجلس نواب كارولاينا الجنوبية.